# Lumber City (Georgia)
Lumber City is een plaats (city) in de Amerikaanse staat Georgia, en valt bestuurlijk gezien onder Telfair County.

## Demografie
Bij de volkstelling in 2000 werd het aantal inwoners vastgesteld op 1247.
In 2006 is het aantal inwoners door het United States Census Bureau geschat op 1208, een daling van 39 (-3,1%).

## Geografie
Volgens het United States Census Bureau beslaat de plaats een oppervlakte van
5,0 km², geheel bestaande uit land. Lumber City ligt op ongeveer 42 m boven zeeniveau.

## Plaatsen in de nabije omgeving
De onderstaande figuur toont nabijgelegen plaatsen in een straal van 28 km rond Lumber City.